# Catalán (cràter)

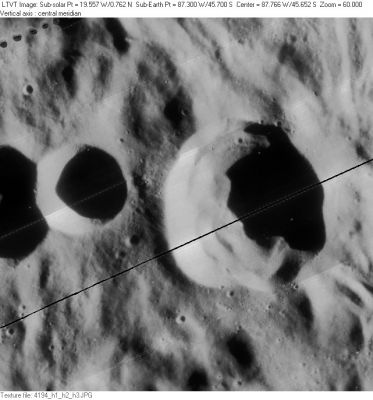
Fotografia de la missió Lunar Orbiter 4

Catalán és un petit cràter d'impacte en la Lluna, situat a l'oest del cràter Baade i al sud-sud-est del cràter Graff. Porta el nom del científic espanyol Miguel Catalán Sañudo com a reconeixement als seus treballs en Espectroscòpia, una tècnica d'enorme rellevància en l'Astrofísica, i particularment al seu descobriment dels multiplets en l'espectre del manganès, que va suposar un avanç en el desenvolupament de la física quàntica.
Es tracta d'un cràter de forma irregular, aproximadament circular. La seva vora és afilada i presenta escassa erosió a la vista. Parts de la paret interior al nord i al sud-est semblen haver-se desplomat, deixant talls en falca en la vora del cràter. El fons és irregular, sense monticles interiors d'importància.

## Cràters satèl·lit
Els cràters satèl·lit denominats "Catalán A" i "Catalán B" formen un conjunt a l'Oest de Catalán, tots dos amb vores afilades i interior semiesfèric. Al nord-oest de "Catalán A" es troba el cràter gairebé perfecte en la seva forma semiesfèrica anomenat "Catalán U".
|        | \| Català \| Coordenades \| Diàmetre \| \| ------ \| ------------------------------------ \| -------- \| \| A \| 45° 42′ S, 89° 12′ O / 45.7°S,89.2°O \| 21 km \| \| B \| 45° 36′ S, 88° 24′ O / 45.6°S,88.4°O \| 14 km \| \| U \| 45° 06′ S, 90° 36′ O / 45.1°S,90.6°O \| 20 km \| |          |
| Català | Coordenades | Diàmetre |
| A      | 45° 42′ S, 89° 12′ O / 45.7°S,89.2°O | 21 km    |
| B      | 45° 36′ S, 88° 24′ O / 45.6°S,88.4°O | 14 km    |
| U      | 45° 06′ S, 90° 36′ O / 45.1°S,90.6°O | 20 km    |